# Philippe Ermenault
Philippe Ermenault (nascido em 29 de abril de 1969) é um ex-ciclista de pista francês. Ermenault foi duas vezes campeão mundial na perseguição individual e campeão olímpico como membro da equipe francesa na perseguição por equipes, juntamente com Christophe Capelle, Jean-Michel Monin e Francis Moreau.

## Resultados
| Data                  | Classificação | Evento                  | Competição          | Local            | País        |
| --------------------- | ------------- | ----------------------- | ------------------- | ---------------- | ----------- |
| 1992                  | 1             | Perseguição individual  | Campeonato nacional |                  | França      |
| 1993                  | 1             | Perseguição individual  | Campeonato nacional |                  | França      |
| 19 de agosto de 1993  | 2             | Perseguição individual  | Campeonato Mundial  | Hamar            | Noruega     |
| 1994                  | 1             | Perseguição individual  | Campeonato nacional |                  | França      |
| 1995                  | 1             | Perseguição individual  | Campeonato nacional |                  | França      |
| junho de 1995         | 3             | Perseguição individual  | Copa do Mundo       | Cottbus          | Alemanha    |
| julho de 1995         | 2             | Perseguição individual  | Copa do Mundo       | Adelaide         | Austrália   |
| julho de 1995         | 1             | Perseguição individual  | Copa do Mundo       | Tóquio           | Japão       |
| 1996                  | 1             | Perseguição individual  | Campeonato nacional |                  | França      |
| 1996                  | 1             | Corrida por pontos      | Campeonato nacional |                  | França      |
| 25 de julho de 1996   | 2             | Perseguição individual  | Jogos Olímpicos     | Atlanta          | EUA         |
| 27 de julho de 1996   | 1             | Perseguição por equipes | Jogos Olímpicos     | Atlanta          | EUA         |
| 31 de agosto de 1996  | 2             | Perseguição por equipes | Campeonato Mundial  | Manchester       | Reino Unido |
| 1997                  | 1             | Perseguição individual  | Campeonato nacional |                  | França      |
| 1997                  | 1             | Corrida por pontos      | Campeonato nacional |                  | França      |
| 28 de agosto de 1997  | 1             | Perseguição individual  | Campeonato Mundial  | Perth            | Austrália   |
| 30 de agosto de 1997  | 3             | Perseguição por equipes | Campeonato Mundial  | Perth            | Austrália   |
| julho de 1997         | 2             | Perseguição individual  | Copa do Mundo       | Atenas           | Grécia      |
| julho de 1997         | 3             | Perseguição por equipes | Copa do Mundo       | Atenas           | Grécia      |
| 1998                  | 2             | Perseguição individual  | Campeonato nacional |                  | França      |
| 13 de junho de 1998   | 3             | Corrida por pontos      | Copa do Mundo       | Berlim           | Alemanha    |
| 26 de agosto de 1998  | 1             | Perseguição individual  | Campeonato Mundial  | Bordéus          | França      |
| 1999                  | 1             | Perseguição individual  | Campeonato nacional |                  | França      |
| 20 de outubro de 1999 | 2             | Perseguição por equipes | Campeonato Mundial  | Berlim           | Alemanha    |
| 22 de maio de 1999    | 1             | Perseguição por equipes | Copa do Mundo       | Cidade do México | México      |
| 29 de maio de 1999    | 2             | Perseguição por equipes | Copa do Mundo       | Frisco           | EUA         |
| 2000                  | 3             | Perseguição individual  | Campeonato nacional |                  | França      |
| 2000                  | 3             | Perseguição equipe      | Campeonato nacional |                  | França      |
| 20 de maio de 2000    | 3             | Perseguição por equipes | Copa do Mundo       | Moscou           | Rússia      |
| 16 de junho de 2000   | 3             | Perseguição individual  | Copa do Mundo       | Cidade do México | México      |
| 17 de junho de 2000   | 3             | Perseguição por equipes | Copa do Mundo       | Cidade do México | México      |